# Deserti più grandi del mondo
Elenco dei deserti più grandi del mondo aventi un'area superiore ai 50 000 km².

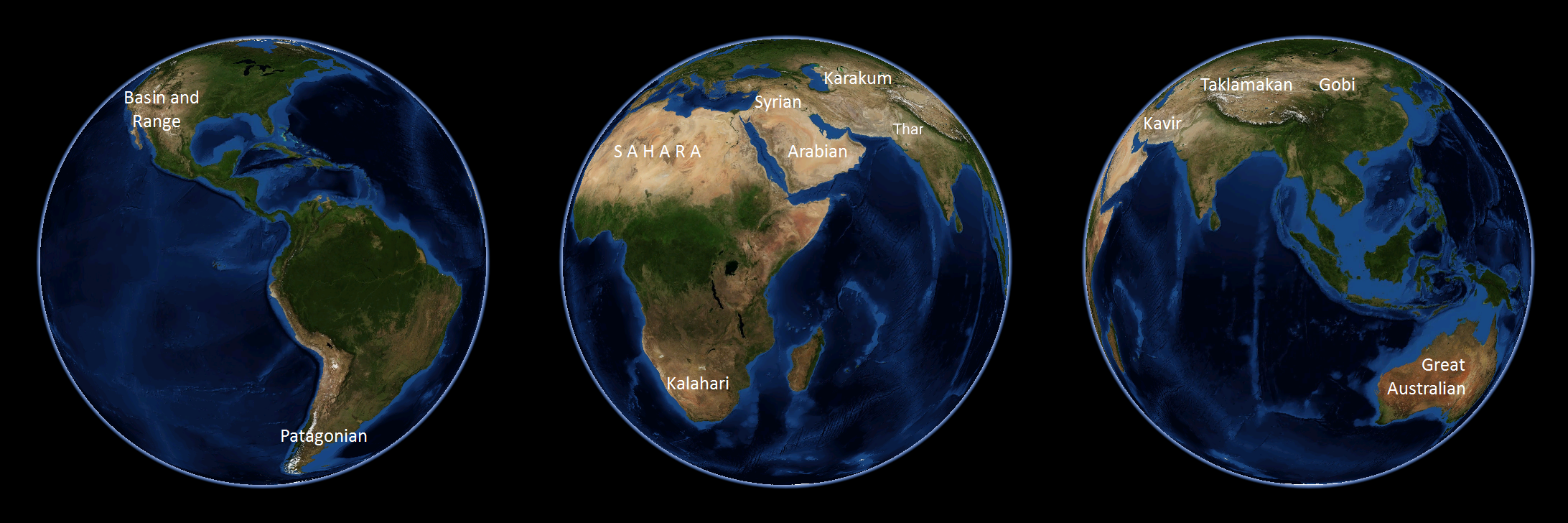
Alcuni dei deserti più grandi della Terra

## Deserti con più di 50 000 km²
| Posizione | Nome                   | Tipo            | Immagine | Area (km²)  | Area (sq mi) | Luogo                                                                             |
| --------- | ---------------------- | --------------- | -------- | ----------- | ------------ | --------------------------------------------------------------------------------- |
| 1         | Antartide              | Polare          |          | 13 829 430  | 5 339 573    | Antartide                                                                         |
| 2         | Artide                 | Polare          |          | 13 700 000+ | 5 300 000+   | Stati Uniti d'America, Canada, Groenlandia, Islanda e Russia                      |
| 3         | Sahara                 | Subtropicale    |          | 8 600 000   | 3 300 000    | Algeria, Ciad, Egitto, Libia, Mali, Niger, Mauritania, Marocco, Sudan e Tunisia   |
| 4         | Rub' al-Khali          | Subtropicale    |          | 2 330 000   | 900 000      | Arabia saudita, Giordania, Iraq, Kuwait, Qatar, Emirati Arabi Uniti, Oman e Yemen |
| 5         | Deserto del Gobi       | Freddo          |          | 1 300 000   | 500 000      | Mongolia e Cina                                                                   |
| 6         | Kalahari               | Subtropicale    |          | 930 000     | 360 000      | Angola, Botswana, Namibia e Sudafrica                                             |
| 7         | Deserto patagonico     | Freddo          |          | 673 000     | 260 000      | Argentina e Cile                                                                  |
| 8         | Deserto siriano        | Subtropicale    |          | 520 000     | 200 000      | Siria, Giordania e Iraq                                                           |
| 9         | Deserto di Chihuahua   | Subtropicale    |          | 509 500     | 196 700      | Messico e Stati Uniti                                                             |
| 10        | Gran Bacino            | Freddo          |          | 492 000     | 190 000      | Stati Uniti                                                                       |
| 11        | Gran Deserto Victoria  | Subtropicale    |          | 424 400     | 163 900      | Australia                                                                         |
| 12        | Gran Deserto Sabbioso  | Subtropicale    |          | 360 000     | 141 000      | Australia                                                                         |
| 13        | Deserto del Karakum    | Freddo          |          | 350 000     | 135 000      | Turkmenistan                                                                      |
| 14        | Altopiano del Colorado | Freddo          |          | 337 000     | 130 000      | Stati Uniti                                                                       |
| 15        | Deserto di Sonora      | Subtropicale    |          | 310 800     | 120 000      | Messico e Stati Uniti                                                             |
| 16        | Deserto del Kizilkum   | Freddo          |          | 300 000     | 115 000      | Kazakistan, Uzbekistan e Turkmenistan                                             |
| 17        | Deserto di Taklamakan  | Freddo          |          | 270 000     | 105 000      | Cina                                                                              |
| 18        | Deserto di Thar        | Subtropicale    |          | 200 000     | 77 000       | India e Pakistan                                                                  |
| 19        | Deserto di Gibson      | Subtropicale    |          | 155 900     | 60 200       | Australia                                                                         |
| 20        | Deserto Simpson        | Subtropicale    |          | 143 000     | 55 000       | Australia                                                                         |
| 21        | Deserto di Atacama     | Fresco costiero |          | 105 200     | 40 600       | Cile e Perù                                                                       |
| 22        | Deserto del Namib      | Fresco costiero |          | 80 900      | 31 200       | Namibia e Angola                                                                  |
| 23        | Deserto di Kavir       | Inverno freddo  |          | 77 000      | 30 000       | Iran                                                                              |
| 24        | Deserto del Mojave     | Subtropicale    |          | 65 000      | 25 000       | Stati Uniti                                                                       |
| 25        | Deserto di Lut         | Subtropicale    |          | 51 800      | 20 000       | Iran                                                                              |